# Rainer Erler
Rainer Erler (München, 1933. augusztus 26. – Perth, 2023. november 8.) német filmrendező, forgatókönyvíró és filmproducer.

## Életpályája
Miután leérettségizett rendezőasszisztensként dolgozott többek között Paul Verhoeven és Franz Peter Wirth mellett.
1962-ben készült el a Lélekvándorlás című filmje, amelyben Hanns Lothar és Wolfgang Reichmann játszottak. 1974-1976 között a Das blaue Palais című sorozat rendezője, forgatókönyvírója és filmproducere volt.

## Filmjei

### Filmrendezőként
- Az ibolyakék autó (Das veilchenblaue Auto) (1961) (forgatókönyvíró is)
- A tehén (Die Kuh) (1961) (forgatókönyvíró is)
- Lélekvándorlás (Seelenwanderung) (1962) (forgatókönyvíró is)
- Védjegy: Lohengrin (Marke Lohengrin) (1962) (forgatókönyvíró is)
- A bosszú (Die Rache) (1962)
- Lady Lobster vőlegénye (Lady Lobsters Bräutigam) (1963) (forgatókönyvíró is)
- A hirtelen haragú fiatalember (Der jähzornige junge Mann) (1963)
- Rendkívüli szabadság (Sonderurlaub) (1963)
- Téli szállás (Winterquartier) (1963)
- Lydiának meg kell halnia (Lydia muss sterben) (1964) (forgatókönyvíró is)
- Végső harc (Endkampf) (1966) (forgatókönyvíró is)
- A háromszögletű kalap (Der Dreispitz) (1967)
- Kolumbusz professzor (Professor Columbus) (1968) (forgatókönyvíró is)
- A merénylő (Der Attentäter) (1969)
- Das blaue Palais (1974-1976) (forgatókönyvíró és filmproducer is)
- A motel rejtélye (1979) (forgatókönyvíró és filmproducer is)

### Rendezőasszisztensként
- Rudolf trónörökös utolsó szerelme (1956)
- Nina (1956)
- Jacqueline (1959)
- Kísértetkastély Spessartban (1960)

## Díjai
- Ernst Lubitsch-díj (1965) Seelenwanderung
- Adolf Grimme-díj (1970) A merénylő
- Arany Kamera díj (1971) Die Delegation
- Adolf Grimme-díj (1974) Sieben Tage

## Fordítás
- Ez a szócikk részben vagy egészben  a   Rainer Erler című német Wikipédia-szócikk ezen változatának fordításán alapul.  Az eredeti cikk szerkesztőit annak laptörténete sorolja fel. Ez a jelzés csupán a megfogalmazás eredetét és a szerzői jogokat jelzi, nem szolgál a cikkben szereplő információk forrásmegjelöléseként.